# Burg Starý Jičín
Die Ruine der ehemaligen Burg Starý Jičín (deutsch Burg Alt Titschein) befindet sich bei dem Dorf Starý Jičín (Markt Alt Titschein) auf dem Starojický-Hügel südwestlich der Stadt Nový Jičín (Neu Titschein).  Die Burg wurde im 13. Jahrhundert erbaut und im 16. Jahrhundert von Mitgliedern des Adelsgeschlechtes Žerotín im Stil der Renaissance erweitert. Sie ist somit eine der ältesten mährischen Burgen.  Im Jahr 1900 hatte das Dorf Alt Titschein 657 tschechische Einwohner.

## Details
Die Burg Starý Jičín wurde von den Grafen Hückeswagen, vermutlich von Arnold von Hückeswagen erbaut. Die Grafen Hückeswagen waren zwischen 1220 und 1240 ins mährische Beskidenvorland gezogen, wo sie auch die Burg Hochwald erbauten. Nach Arnold übernahm sein Sohn Franco den Besitz, der die Burg zwischen 1252 und 1258 an den Olmützer Bischof Bruno von Schaumburg verkaufte. Im Dreißigjährigen Krieg wurde sie 1626 von den Dänen erobert. Danach diente sie als Lagerraum. Im 18. Jahrhundert wurde sie aufgegeben. Auf dem Burgareal steht ein teilweise erhaltener prismensförmiger Turm. Außerdem existieren noch innere Gewölbe, die Ummantelung des Renaissance-Palastes und Überreste der Befestigungsanlage. In dem 1996 rekonstruierten Burgturm werden historische Waffen ausgestellt sowie ein Restaurant betrieben.